# Aníbal Bresco
Aníbal Bresco (La Plata, n. ca. 1948), es un cantante argentino, con registro de tenor, orientado principalmente a la música folklórica de América y negro spiritual, que integró el grupo vocal Opus Cuatro desde 1973 hasta 1979, como segundo tenor, grabando dos álbumes. En Alemania integró el grupo Araucaria (1979-1984). Lanzado desde 1985 a una carrera como solista, ha interpretado la Misa andina de Kato Rodríguez.

## Trayectoria
Aníbal Bresco, en la década de 1970, integraba el Coro Universitario de La Plata, en su condición de estudiante de la Universidad Nacional de La Plata. Allí estableció relación con los integrantes del grupo Opus Cuatro, quienes lo convocaron para reemplazar a Antonio Bugallo en 1973, permaneciendo como segundo tenor del grupo hasta 1980, y grabando dos álbumes.
Opus Cuatro había debutado el 10 de julio de 1968 y se convertiría en uno de los grupos vocales más importantes de América Latina, manteniéndose activo desde entonces sin interrupciones. Al comenzar 2009, habían realizado 7100 actuaciones en 450 ciudades de todo el mundo, incluyendo 25 giras por Europa y 9 por Estados Unidos.
Bresco integró el grupo con Alberto Hassán (primer tenor), Lino Bugallo (barítono) y Federico Galiana (bajo). Más adelante Lino Bugallo sería reemplazado en 1975 por el boliviano Hernando Irahola. Bresco, a su vez, sería reemplazado en 1979 por Rubén Verna, y este a su vez lo sería por Marcelo Balsells en 1982, quien permanecería desde entonces.
Luego de dejar Opus Cuatro, Bresco integró en Alemania el Grupo Araucaria, con los chilenos Eugenia Caro y Victor Tapia, y el uruguayo Walter Seruga. En 1984 se lanzó a una carrera como solista.

## Discografía

### Álbumes con Opus Cuatro
1. Si somos americanos, 1973
2. Opus Cuatro-Op. 4 - Vol IV, 1976

### Solista
1. Patria adentro, 2001/02
2. Misa andina, de Kato Rodríguez, 2004, ION; con Javier Rodríguez y el Coral de las Américas, dirigido por Damián Sánchez, y orquesta dirigido por Kato Rodríguez.

### Para ver y oír
- En la sección "Sala de Audio" del Sitio Oficial de Opus Cuatro Archivado el 2 de abril de 2009 en Wayback Machine., es posible escuchar fragmentos de sus temas.
- "Ecos de mis cerros", 1984, presentación de Araucaria en la TV alemana, YouTube.

- Datos: Q5700750